# ワタリ119
ワタリ119（ワタリいちいちきゅう、1993年10月24日 - ）は、日本のピン芸人、元消防士。ワタナベエンターテインメント所属。元「キラキラ関係」のメンバー。

## 経歴
北海道伊達市出身。
スーパー戦隊や正義の人に憧れ、消防士を身近なヒーローと考えたことから、地元の高校を卒業後札幌市にて消防職に就職。3年8カ月勤務していた。消防職員時代には全国消防救助技術大会北海道地区予選に選ばれるが、予選会前に交通事故に遭い、出場を断念した。その際「自分に人の命を救う資格はない」と思い、消防職員を退職した。
退職後の2015年10月にワタナベコメディスクール（23期生）に入学、卒業後の2016年10月に同期のななえとコンビ「キラキラ関係」を結成、ボケを担当する。2020年3月にコンビを解散し、その後はピン芸人として活動。
2018年4月、日本ではDlifeで放送開始されるアメリカのテレビドラマ『シカゴ・ファイア』の宣伝マンに就任。
2018年8月21日放送のバラエティ番組『ウチのガヤがすみません!』（日本テレビ）で、ゲストの木村拓哉が気になる芸人としてワタリの名前を挙げた。
「R-1ぐらんぷり2020」決勝進出。
2022年5月15日に防災士の資格を取得した。

## 人物
- 身長178cm。
- 趣味はスノーボード、登山、ランニング、アメリカン・コミックス[7]。特技はロープ結索[8]、大食い。
- 性格が“真っ直ぐ過ぎる”と言われている[1]。そういったことから、テレビなどメディア出演が増えるにつれて、予測不能な行動、発言が注目され始めた[2]ことから出川哲朗、ウド鈴木、みやぞん（ANZEN漫才）らと“おバカ系芸人”として比べられることがある[1]。『さんまのお笑い向上委員会』（フジテレビ）に初出演した回では、ワタリを形容して「みやぞん級の新種現る」というサブタイトルが付けられた[9]。『有吉の壁』（日本テレビ）では、全力で体を張る芸風が尾形貴弘（パンサー）に似ていると評され、コラボレーションを行うことが多い。芸歴を重ねても負けん気が強く純粋な尾形のことを尊敬しているという[10]。
- 子供の頃はスーパー戦隊シリーズが好きで、元相方のななえにも「本当にヒーローになりたいと思っている純粋な子」と言われている[1]。
- ななえ曰く、ワタリの性格は「すぐ泣く」「お化けが怖い」「妙に頑固」[1]。人柄も、普段から漫才のようだと言われている[11]。
- 朝が苦手であることから、ななえに必ず電話で起こされているという[1]。また、ななえにはちゃんと食事しているか、先輩から悪い遊びに誘われていないかなどいつも心配されているという[1]。
- 2019年11月30日放送の『さんまのお笑い向上委員会』にて、本名が「石渡（いしわたり）慶太」であることが、明らかになった[12]。
- KOUGU維新でのキャラクター名は「砥石」[13]。

## 芸風
ピンネタには、R-1ぐらんぷり2020でも披露した「超高速フリップ芸」などがある。
前述の『お化けが怖い』に関しては、一般的な怖がり方や怯え方を遥かに超える。その極端過ぎる位に怖がることから、制作サイドからのオファーが増えた。当人の意思に反して、ドッキリを行う番組の出演が多い。特にホラー映画『リング』の怪異として知られる貞子を苦手としており、貞子共演NGと公言しているものの、結果として最も共演が多い。

## 出演
コンビ時代の出演についてはこちらを参照。

### テレビ番組
- ドッキリGP（フジテレビ）- 『貞子ドッキリ企画』コーナーレギュラー
- さんまのお笑い向上委員会（フジテレビ）- 準レギュラー
- 有吉の壁（日本テレビ）- 準レギュラー
- 有吉ゼミ（日本テレビ）- 『ゴミ屋敷レスキュー』コーナーレギュラー
- 所さんの学校では教えてくれないそこんトコロ!（テレビ東京）- VTRリポーター（不定期出演）
- サンバリュ「THE 城攻め」（日本テレビ）
- オールスター後夜祭（TBSテレビ、2018年10月7日[15]）
- Mr.ボディーガード（日本テレビ、2018年11月25日）
- 芸能人が本気で考えた!ドッキリGP（フジテレビ）
- 秒速!エンタSHOW アッという間シアター（TBSテレビ、2020年4月7日）
- 芸能界特技王決定戦 TEPPEN2022秋（フジテレビ、2022年10月22日） - 「バーチャルロードレース」部門に出場し“優勝”[16]。
- 芸能人最強ランナーは誰だ!?淡路島縦断！24時間ウルトラ山岳マラソン（MBSテレビ、2023年2月22日）[17]
- FNS27時間テレビ（フジテレビ、2023年7月22日 - 23日） - 「100kmサバイバルマラソン」に出場し、2位[18][19]。
- ザ・バックヤード 知の迷宮の裏側探訪（NHK Eテレ、2024年11月20日） - 「消防庁消防大学校消防研究センター」の回にてレポーターを務めた[20]。

### ラジオ番組
- 山崎怜奈の誰かに話したかったこと。（TOKYO FM、2023年10月30日・11月2日） - JAPAN MOBILITY SHOW2023会場リポーター

### Web配信
- ドラマ「さよなら、ハイスクール」（Hulu、2022年） - 委員長 役
- 風雲!たけし城 （Amazon Prime Video、2023年4月21日 - ）

### テレビドラマ
- 婚活1000本ノック 第5話（2024年2月14日、フジテレビ） - 日サロ / 藤木悠斗 役